# Nicolás Gallo
Nicolás Vicente Gallo (Buenos Aires, 2 de febrero de 1938) es un ingeniero y político argentino, que ejerció el cargo de ministro de Infraestructura y Vivienda de su país durante la presidencia de Fernando de la Rúa.

## Biografía
Es nieto del dirigente Radical Antipersonalista Vicente Gallo. Se recibió de Ingeniero Civil en 1963 y se especializó en obras públicas. Contratado por el Banco Interamericano de Desarrollo, participó en la diagramación de obras hidroeléctricas y transporte en varios países de América Latina.
En el año 1983, el presidente Raúl Alfonsín lo nombró presidente de la empresa estatal Subterráneos de Buenos Aires, gestión durante la cual extendió una de las líneas de la red y  creó el Premetro como vínculo con barrios de menor densidad poblacional.
En 1987 pasó a ser presidente de ENTel, la empresa estatal de teléfonos. Fue uno de los ejecutores del Plan Megatel, que pretendía crear un millón de líneas telefónicas nuevas y que terminó en un escándalo, justamente bajo su gestión, por no poder entregar más que una pequeña parte de los teléfonos prometidos y pagados.
En 1988, tras ser condenado por peculado y por el desvío de fondos públicos del Plan Megatel, dejó la función pública por un tiempo, desempeñándose como asesor de empresas privadas.
El 7 de agosto de 1996 asumió como Secretario de Obras Públicas de la Ciudad Autónoma de Buenos Aires, durante la gestión de Fernando de la Rúa como Jefe de Gobierno.
Tres años más tarde, al asumir este como presidente de la Nación, lo nombró Ministro de Infraestructura y Vivienda, cargo que ocupó hasta octubre del año siguiente. Luego fue nombrado Secretario General de la Presidencia, ocupando ese cargo hasta la renuncia del presidente De la Rúa, el 20 de diciembre de 2001. Por pocas horas, también se hizo cargo del ministerio de economía, tras la renuncia de Domingo Cavallo. En la tarde del 20 de diciembre, antes de la renuncia del presidente, se anunció la división del ministerio de economía, quedando sus funciones repartidas entre Gallo y Chrystian Colombo. Gallo fue unos de los últimos funcionarios en abandonar la Casa Rosada la noche de ese día.